# Uljana Kravčenko
Uljana Kravčenko, pseudonimo di Julia Schneider (Mykolaïv, 18 aprile 1860 – Przemyśl, 31 marzo 1947), è stata una poetessa, scrittrice e attivista ucraina.
Era un'insegnante, oltre che una scrittrice ed è stata la prima donna galiziana a pubblicare un libro di poesie.

## Biografia
Nacque a Mykolaïv nella raion di Zhydachiv, crebbe a Leopoli e studiò in un seminario. Il suo primo lavoro pubblicato fu una storia apparsa sulla rivista Zoria. Kravčenko era attiva nel movimento delle donne ucraine in Galizia. La liberazione delle donne era un tema importante nella sua poesia; era considerata la barda del movimento femminile. Fu anche una delle prime insegnanti donne in Galizia.
Kravčenko morì a Peremyšl (ora Przemyśl, Polonia) all'età di 86 anni.

## Opere selezionate[1]
- Prima vera, poesia (1885)
- Na novyj šljach ("Su una nuova strada"), poesia (1891)
- Prolisky ("Anemoni"), poesia per bambini (1921)
- V dorohu, poesia per bambini (1921)
- Lebedyna pisnja ("Il canto del cigno"), poesia per bambini )1924)
- V žytti je ščos' ("C'è qualcosa nella vita"), poesia (1929)
- Dlia nei-vse! ("Per lei: tutto!"), poesia (1931)
- Šelesty nam barvinočku, poesia per bambini (1932)
- Moï cvity ("I miei fiori"), raccolta in prosa (1933)
- Zamist' avtobiohrafiï ("Invece di un'autobiografia"), memorie (1934)
- Spohady učytel'ky ("Memorie di un insegnante"), memorie (1935)
- Vybrani poeziï ("Poesie selezionate"), poesia (1941)
- Chryzantemy ("Crisantemi"), romanzo autobiografico (1961)